# Mary Scott, 3. Countess of Buccleuch

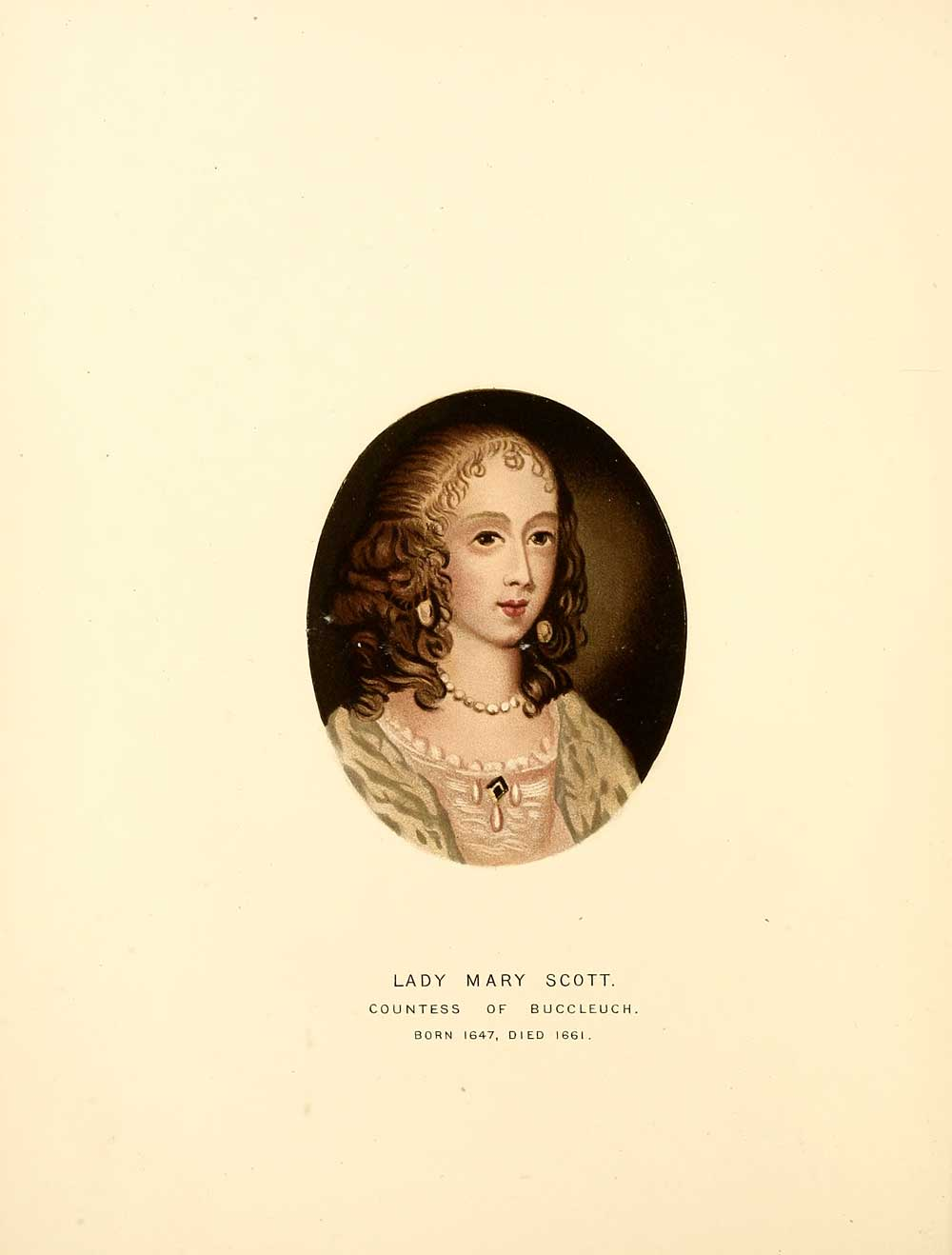
Darstellung Marys aus dem 19. Jahrhundert

Mary Scott, 3. Countess of Buccleuch (* 31. August 1647 in Dalkeith Castle, Midlothian, Schottland; † 11. März 1661 in West Wemyss) war eine schottische Adlige.

## Leben
Mary wurde 1647 in Dalkeith Castle geboren. Ihre Eltern waren Francis Scott, 2. Earl of Buccleuch und dessen Ehefrau Margaret Leslie, Tochter von John Leslie, 6. Earl of Rothes. Sie hatte zwei jüngere Schwestern, Margaret und Anne, sowie einen jüngeren Bruder, Walter. Da ihr Bruder bereits als Kleinkind starb, wurde Mary beim Tod ihres Vaters 1651 mit gerade einmal vier Jahren aus eigenem Recht Countess of Buccleuch.
Ihre Kindheit verbrachte Mary gemeinsam mit ihren Geschwistern auf Dalkeith Castle. Mit der Wiederheirat ihrer Mutter Margaret Leslie mit David Wemyss, 2. Earl of Wemyss, übersiedelte Mary 1653 gemeinsam mit ihrer einzigen überlebenden Schwester Anne nach Wemyss Castle. Mary scheint stets von schlechter Gesundheit gewesen zu sein, wie verschiedene Zahlungen an Ärzte und Apotheker belegen, unter anderem litt sie unter einer Erkrankung an ihrem Arm.
Ihr Titel machte sie zu einer der begehrtesten Partien des Königreichs. Am 9. Februar 1659 heiratete die zu diesem Zeitpunkt elf Jahre alte Mary den 14-Jährigen Walter Scott of Highchester, einen Angehörigen des Clans Scott, dem auch sie angehörte, in Wemyss. Ein Jahr nach der Hochzeit wurde ihm der Titel des Earl of Tarras und des Baron Almoor and Campcastill verliehen, sodass er seiner Ehefrau im Rang gleich war. Marys Mutter hatte die Hochzeit mit einer Genehmigung des Presbyteriums von Kirkcaldy arrangiert, ohne dass diese öffentlich bekanntgegeben worden wäre. Dies sorgte für einige Verstimmung und es wurde beschlossen, dass das Paar bis zu Marys zwölften Geburtstag getrennt leben sollte. Während ihrer Trennung pflegten Mary und Walter einen innigen Briefwechsel.
Im Herbst 1660 erkrankte Mary an den Masern und litt den ganzen Winter über an einem Fieber. Am 2. Februar 1661 verfasste sie die letzte Fassung ihres Testaments. Mary Scott starb am 11. März 1661 mit nur 13 Jahren in West Wemyss. Ihr Körper wurde einbalsamiert und im Familienmausoleum in der Kirche von Dalkeith beigesetzt.
Erbin ihrer Titel und Güter wurde ihre jüngere Schwester Anne.